# Sertorio Broco
Sertorio Broco (en latín: Sertorius Brocchus) fue un político y senador del Imperio romano en el siglo II .
En 120 fue gobernador de la provincia de Mesia Inferior.